# Vincenzo Carmignani
Vincenzo Carmignani (3 aprile 1779 – Pisa, 20 gennaio 1859) è stato un naturalista, medico e botanico italiano.

## Biografia
Vincenzo, fratello del giurista Giovanni, si era laureato in medicina e scienze naturali, e ha sempre esercitato la professione di medico, soprattutto per i poveri, fino al 1833 quando si dedicò completamente  alla botanica, cosa che aveva desiderato fin da piccolo. Quando nel 1799 la Repubblica di Lucca cadde sotto il dominio francese, fece parte della guardia nazionale Pisana. Questo episodio gli costò, dopo la ritirata francese, un processo per idee liberali e la prigione. Dal 1839 fino alla morte, su commissione del vescovo di Pisa, supervisionò numerosi interventi di Piazza del Duomo, affinché fosse bella come lo vediamo oggi. Alcuni manoscritti inediti relativi alla micologia erano conservati nel Dipartimento di Botanica dell'Università di Pisa. L'opera in generale intitolata "Studi per la flora della provincia di Pisa", contiene un volume dedicato alla descrizione di funghi commestibili e velenosi, al loro uso o importanza economica. Contiene una descrizione di 177 funghi, con nomi, tipo di habitat e proprietà organolettiche e 87 disegni a matita.